# Mimoclystia eucesta
Mimoclystia eucesta là một loài bướm đêm trong họ Geometridae.